# お茶のおばあさん
お茶のおばあさん（おちゃのおばあさん）は群馬県館林市本町1丁目にある小祠。愛宕神を祀る。

## 所在
現在の所在地は、三角公園の西に接する道を北に60mほど行った西側、本町1丁目の字片町地域に、東を向いて鎮座している。

## 歴史
創立時期ははっきりしないが、16世紀ごろの館林の市街がまだこの地域より東側にあった際にすでに存在しており、信仰を集めていたと伝わる。当時は現在の地点ではなく、堀を挟んで向かい側、大手門の外の堀端にあったとされる。大手門の中、城内にあって関の神であったとする説もある。西北からの季節風が強く火災も多い冬の館林において、当時の街の最西端であった大手門付近に火伏の神としての愛宕神を斎祀したのではないか、とも考えられる。
明治になってから今の場所に移されたが、当時は近隣の人々はもちろん、埼玉方面からの参詣者もいたという。

## 祭神
- 愛宕神[1][4]

## 呼称の由来

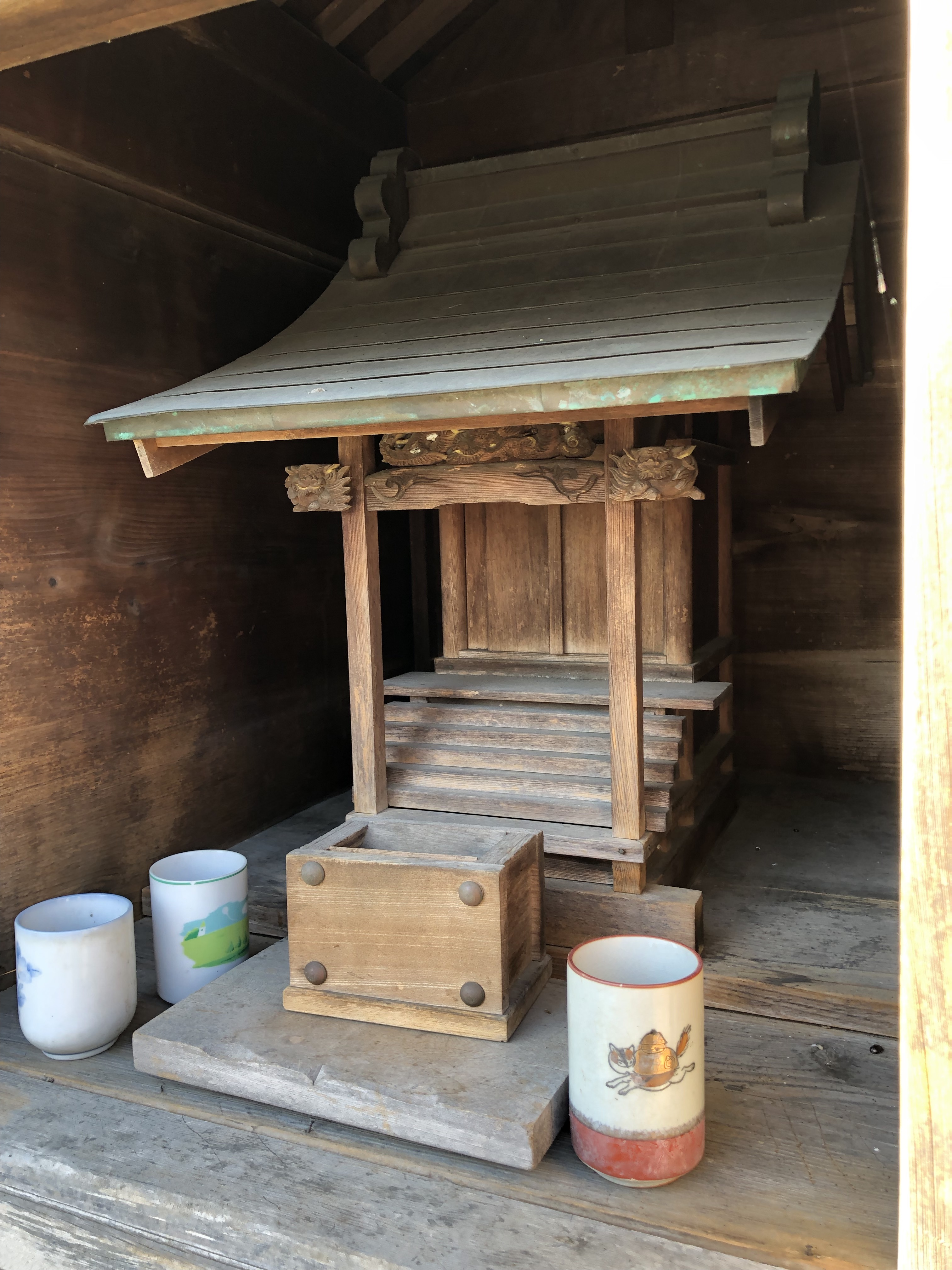
祠の内部 現在もいくつかの茶碗が奉納されている

この祠は風邪に霊験があり、付近の人などこの祠の尊崇者は、風邪をひくと茶断ちをして平癒祈願をおこない、全快したのちにお礼として、茶葉と本人の愛用する茶碗をこの祠に奉納した。そのためいつの頃からか、この祠は「お茶のおばあさん」と呼ばれるようになったという。城内にあった頃は「関の神」であったが、城下町に移ってからは「咳の神」になった、とも言われる。